# 上町 (生駒市)
上町（かみまち）は、奈良県生駒市の町名。郵便番号は630-0131。

## 地理
生駒市北部地域（旧北倭村）の東南端に位置し、北に高山町、北田原町、西に南田原町、東に鹿畑町、東から南にかけて奈良市と接する。このほか、上町から独立した各町と隣接している。
上町は中央を富雄川が南北に流れ、西山と呼ばれた矢田丘陵と東山と呼ばれた学園前台地とに挟まれた地域だったが、東側では宅地開発が進み、東山はほぼなくなっている。

### 河川
- 富雄川

## 歴史
現在の上町を含む富雄川流域の一帯（上町から奈良市石木町まで）は、中世以前には「鳥見」（とみ）と呼ばれ、上鳥見・中鳥見・下鳥見の三地域に分かれていた。鎌倉時代には興福寺大乗院の荘園として上鳥見荘の名が見えるが、上村はその一部だったとされる。
江戸時代になると添下郡の村名として「上村」が現れ、はじめ幕府領、元和元年（1615年）からは郡山藩領となった。
その後、大正に入って大軌電車が開通し、富雄駅が設置される。上地区南端から富雄駅までは約2km、遠いところでも4kmと比較的近く、戦後、富雄駅からの路線バスが上方面に運行しはじめたことで、交通の便はより良くなった。これに加え、開発に適した土地があったことなどから上地区が生駒北部地域での最初の宅地造成の場となり、昭和50年代初期には最南端のあすか台及びあすか野で入居が始まった。以後、真弓や白庭台、北大和の開発へと続いていった。

### 沿革
- 1889年（明治22年） - 高山村・鹿畑村・北田原村・南田原村と合併して北倭村が発足[11]。北倭村大字上となる[9]。
- 1957年（昭和32年） - 生駒町の大字となる[9]。
- 1971年（昭和46年） - 生駒市上町となる[9]。
- 1978年（昭和53年） - あすか野北1 - 3丁目、あすか台、あすか野南1 - 3丁目が分離[9]。
- 1979年（昭和54年） - 真弓1 - 4丁目が分離[9]。
- 1988年（昭和63年） - 真弓南1 - 2丁目が分離[9]。
- 1989年（平成元年） - 北大和1 - 5丁目が分離[9]。
- 2009年（平成21年） - 上町台が分離[12]。

## 世帯数と人口
2019年（令和元年）10月1日現在の世帯数と人口は以下の通りである。
| 町丁 | 世帯数  | 人口    |
| ---- | ------- | ------- |
| 上町 | 520世帯 | 1,249人 |

### 人口の変遷
国勢調査による人口の推移。
| 1995年（平成7年）  | 1,543人 | [ 13 ] |  |
| 2000年（平成12年） | 1,606人 | [ 14 ] |  |
| 2005年（平成17年） | 1,144人 | [ 15 ] |  |
| 2010年（平成22年） | 1,235人 | [ 16 ] |  |
| 2015年（平成27年） | 1,181人 | [ 17 ] |  |

### 世帯数の変遷
国勢調査による世帯数の推移。
| 1995年（平成7年）  | 405世帯 | [ 13 ] |  |
| 2000年（平成12年） | 438世帯 | [ 14 ] |  |
| 2005年（平成17年） | 327世帯 | [ 15 ] |  |
| 2010年（平成22年） | 386世帯 | [ 16 ] |  |
| 2015年（平成27年） | 404世帯 | [ 17 ] |  |

## 事業所
2016年（平成28年）現在の経済センサス調査による事業所数と従業員数は以下の通りである。
| 町丁 | 事業所数 | 従業員数 |
| ---- | -------- | -------- |
| 上町 | 66事業所 | 1039人   |

## 交通

### 鉄道
- 近鉄けいはんな線
  - 学研北生駒駅

### バス
- 奈良交通
  - 富雄庄田線
  - 上町生駒線

### 道路
- 大阪府道・奈良県道7号枚方大和郡山線
- ならやま大通り

## 施設
- 生駒市立上中学校
- 奈良県立奈良北高等学校
- 北コミュニティセンターISTAはばたき
- 高山郵便局
- スーパーセンターオークワ 生駒上町店

## 寺社
- 長弓寺
- 福満寺
- 安養寺
- 圓證寺 - 1985年（昭和60年）に奈良市より移転[19]。
- 伊弉諾神社
- 一言主神社
- 天忍穗耳神社